# Гофман, Роман
Роман Го́фман (ивр. רומן גופמן‎; род. 1976, Мозырь, Гомельская область) — генерал-майор Армии обороны Израиля, нынешний военный секретарь премьер-министра Израиля (с мая 2024 года).

## Биография
Роман Гофман родился в Мозыре, Белорусская ССР, в 1976 году. В 1990 году репатриировался с родителями в Израиль. Учился в школе Орт Ями в Ашдоде, а затем в военном интернате в поселении Эли.
В 1995 году был призван на службу в бронетанковые войска Армии обороны Израиля. По окончании офицерских курсов в 1997 году служил командиром взвода, а затем и командиром роты в 71-м батальоне 188-й бронетанковой бригады. В 2002 году принимал участие в операции «Защитная стена». Затем был назначен заместителем командира 71-го батальона 188-й бронетанковой бригады. Затем занимал аналогичную должность в 460-й бронетанковой бригаде. Позже служил в штабе бронетанковой дивизии «Гааш».
В 2010 году Гофману было присвоено звание подполковника и он получил назначение на должность начальника отдела в учебном центре сухопутных войск. В 2011—2013 годах командовал 75-м батальоном в 7-й бронетанковой бригаде. В 2013—2015 годах был начальником оперативного отдела в штабе бронетанковой дивизии «Гааш».
30 августа 2015 года Гофман был произведён в полковники и назначен командиром территориальной бригады «Эцион». 2 августа 2017 года принял командование 7-й бронетанковой бригадой «Саар ми-Голан».
1 июля 2019 года было принято решение о назначении Гофмана командиром дивизии «Ха-Башан» с присвоением звания бригадный генерал. 14 августа 2019 года Гофман передал командование бригадой «Саар ми-Голан» полковнику Уди Цуру и поступил в Колледж национальной безопасности Армии обороны Израиля до вступления на должность командира дивизии. 1 июля 2020 года Гофман был повышен в звании до бригадного генерала и вступил на должность командира дивизии.
19 сентября 2022 года Гофман передал командование дивизией «Ха-Башан» бригадному генералу Циону Рацону, а 27 октября 2022 года вступил на должность командира Национального центра учений сухопутных войск (ивр. מל"י‎).
Утром 7 октября 2023 года, в ходе массового вторжения боевиков ХАМАС из сектора Газа в Израиль, Гофман догадался ещё до поступления информации о вторжении боевиков, что на юге Израиля происходят неординарные события, и вместе со своим водителем по собственной инициативе выдвинулся из своего дома в Ашдоде в сторону города Сдерот. Прибыв на окраину Сдерота около 7:15 утра, до прихода на место сил армии, Гофман понял от местных добровольцев полиции, что по городу ездит автомобиль с боевиками, открывающими огонь по гражданскому населению, а также что подобные события происходят и в других населённых пунктах, и, решил, не дожидаясь подкрепления, вступить в бой с боевиками. Въехав в город с отрядом добровольцев полиции Гофман спешился около Академического колледжа имени Сапира, пошёл вперёд отряда и приблизился к группе боевиков, открыв по ним огонь и попав в двух из них. В развязавшейся перестрелке Гофман получил пулевое ранение в левое бедро, после чего был вынужден отступить и был эвакуирован в медицинский центр «Барзилай», где прошёл четыре операции. Вследствие ранения Гофмана на должность командира Национального центра учений сухопутных войск вступил бригадный генерал Коби Хеллер, назначение которого на должность ранее предполагалось только с лета 2024 года.
8 апреля 2024 года было опубликовано решение назначить Гофмана на пост военного секретаря премьер-министра Израиля. 16 мая 2024 года Гофману было призвоено звание генерал-майора (алуф), и он вступил на пост.
Женат, отец троих дочерей.